# Cala Pada
La playa Cala Pada está situada en Santa Eulalia del Río, en la parte oriental de la isla de Ibiza, en la comunidad autónoma de las Islas Baleares, España.
Es una playa que presenta un alto grado de ocupación durante la temporada estival.